# Brett Connolly
Brett Connolly (* 2. Mai 1992 in Campbell River, British Columbia) ist ein kanadischer Eishockeyspieler, der zuletzt bis zum Ende der Saison 2023/24 beim SC Rapperswil-Jona Lakers aus der Schweizer National League unter Vertrag gestanden und dort auf der Position des rechten Flügelstürmers gespielt hat. Mit den Washington Capitals aus der National Hockey League (NHL) gewann Connolly in den Playoffs 2018 den Stanley Cup. Zudem war er in der NHL bereits für die Tampa Bay Lightning, Boston Bruins, Florida Panthers und Chicago Blackhawks aktiv.

## Karriere

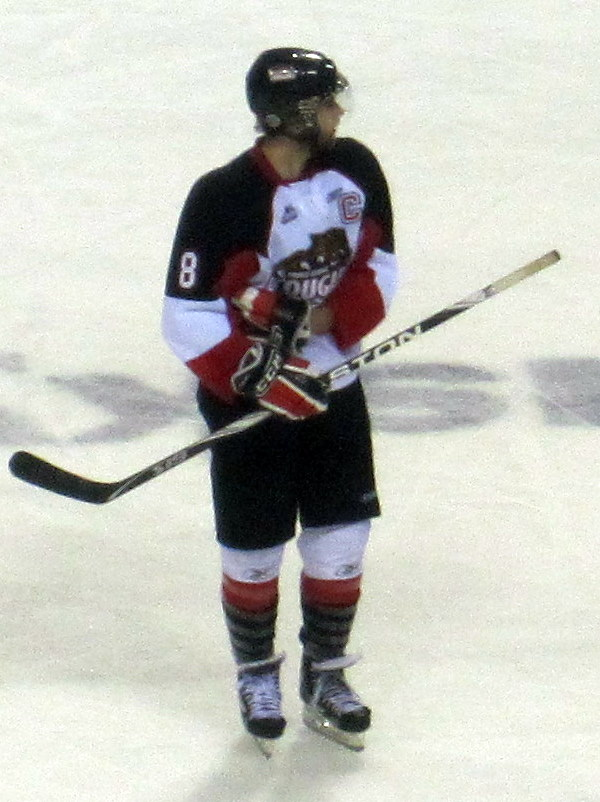
Connolly im Trikot der Prince George Cougars (2010)

Der in Prince George aufgewachsene Connolly wurde 2007 beim Bantam Draft der Western Hockey League (WHL) an zehnter Stelle von seinem Heimatverein, den Prince George Cougars, ausgewählt und spielte zunächst für die Cariboo Cougars in der British Columbia Major Midget League. In der Saison 2008/09 gehörte er erstmals fest zum Kader der Prince George Cougars in der WHL. Dort wurde er in seinem ersten Jahr mit der Jim Piggott Memorial Trophy als bester Rookie der Liga sowie mit dem CHL Rookie of the Year Award ausgezeichnet, nachdem er in 65 Spielen 60 Punkte verbuchen konnte. In der folgenden Spielzeit absolvierte er aufgrund einer Verletzung nur 16 Partien in der WHL. Beim NHL Entry Draft 2010 wurde er an sechster Stelle von den Tampa Bay Lightning aus der National Hockey League (NHL) ausgewählt. Zur Saison 2010/11 wurde er bei den Prince George Cougars zum Kapitän ernannt und wurde mit 73 Punkten Topscorer seines Teams.
Nachdem er am 1. Juli 2011 einen dreijährigen Einstiegsvertrag bei den Tampa Bay Lightning unterzeichnet hatte, debütierte er beim ersten Saisonspiel der Bolts am 7. Oktober 2011 gegen die Carolina Hurricanes in der National Hockey League, wobei er über 14 Minuten auf dem Eis stand. Nach knapp vier Jahren bei den Tampa Bay Lightning wurde er im März 2015 an die Boston Bruins abgegeben, wobei Tampa im Gegenzug die Zweitrunden-Wahlrechte der NHL Entry Drafts 2015 und 2016 erhielt. Nach der Saison 2015/16 wurde sein Vertrag in Boston nicht verlängert, sodass sich Connolly im Juli 2016 als Free Agent den Washington Capitals anschloss. Seinen auslaufenden Einjahresvertrag verlängerte er im Sommer 2017 um weitere zwei Jahre. In den folgenden Playoffs 2018 gewann Connolly mit den Capitals den Stanley Cup. In der Folgesaison 2018/19 verzeichnete der Flügelstürmer mit 46 Punkten seine bisher mit Abstand beste NHL-Statistik, konnte sich jedoch mit Washington nicht auf eine weitere Vertragsverlängerung einigen. In der Folge schloss er sich im Juli 2019 als Free Agent den Florida Panthers an, bei denen er in den kommenden vier Spielzeiten ein Jahresgehalt von 3,25 Millionen US-Dollar erhalten soll.
Bereits im April 2021 jedoch gaben ihn die Panthers samt Riley Stillman, Henrik Borgström und einem Siebtrunden-Wahlrecht im NHL Entry Draft 2021 an die Chicago Blackhawks ab. Im Gegenzug wechselten Lucas Wallmark und Lucas Carlsson nach Florida. Die Blackhawks wiederum bezahlten ihm sein verbleibendes Vertragsjahr im Juli 2022 aus (buy-out), sodass er sich schließlich im September desselben Jahres als Free Agent dem HC Lugano aus der Schweizer National League anschloss. Der Kanadier absolvierte im Saisonverlauf insgesamt 45 Partien für den HCL, in denen er 38-mal punktete. Zur Spielzeit 2023/24 schloss er sich für eine Saison dem Ligakonkurrenten SC Rapperswil-Jona Lakers an.

### International
Während seiner Saison als Rookie in der Western Hockey League nahm Connolly für das Team Canada Pacific an der World U-17 Hockey Challenge teil, wo er die Silbermedaille gewann. Im selben Jahr wurde er erstmals in die kanadische U18-Nationalmannschaft berufen, mit der er als jüngster Spieler im Team an der U18-Junioren-Weltmeisterschaft 2009 teilnahm. Zum Jahreswechsel 2011/12 gehörte er bei der U20-Junioren-Weltmeisterschaft zum kanadischen Aufgebot, das die Silbermedaille gewann.

## Erfolge und Auszeichnungen
| - 2009 Jim Piggott Memorial Trophy - 2009 CHL Rookie of the Year - 2009 CHL All-Rookie-Team - 2013 AHL Second All-Star Team | - 2014 Teilnahme am AHL All-Star Classic - 2018 Stanley-Cup-Gewinn mit den Washington Capitals - 2022 Spengler Cup All-Star-Team |

### International
- 2009 Silbermedaille bei der World U-17 Hockey Challenge
- 2011 Silbermedaille bei der U20-Junioren-Weltmeisterschaft
- 2012 Bronzemedaille bei der U20-Junioren-Weltmeisterschaft

## Karrierestatistik

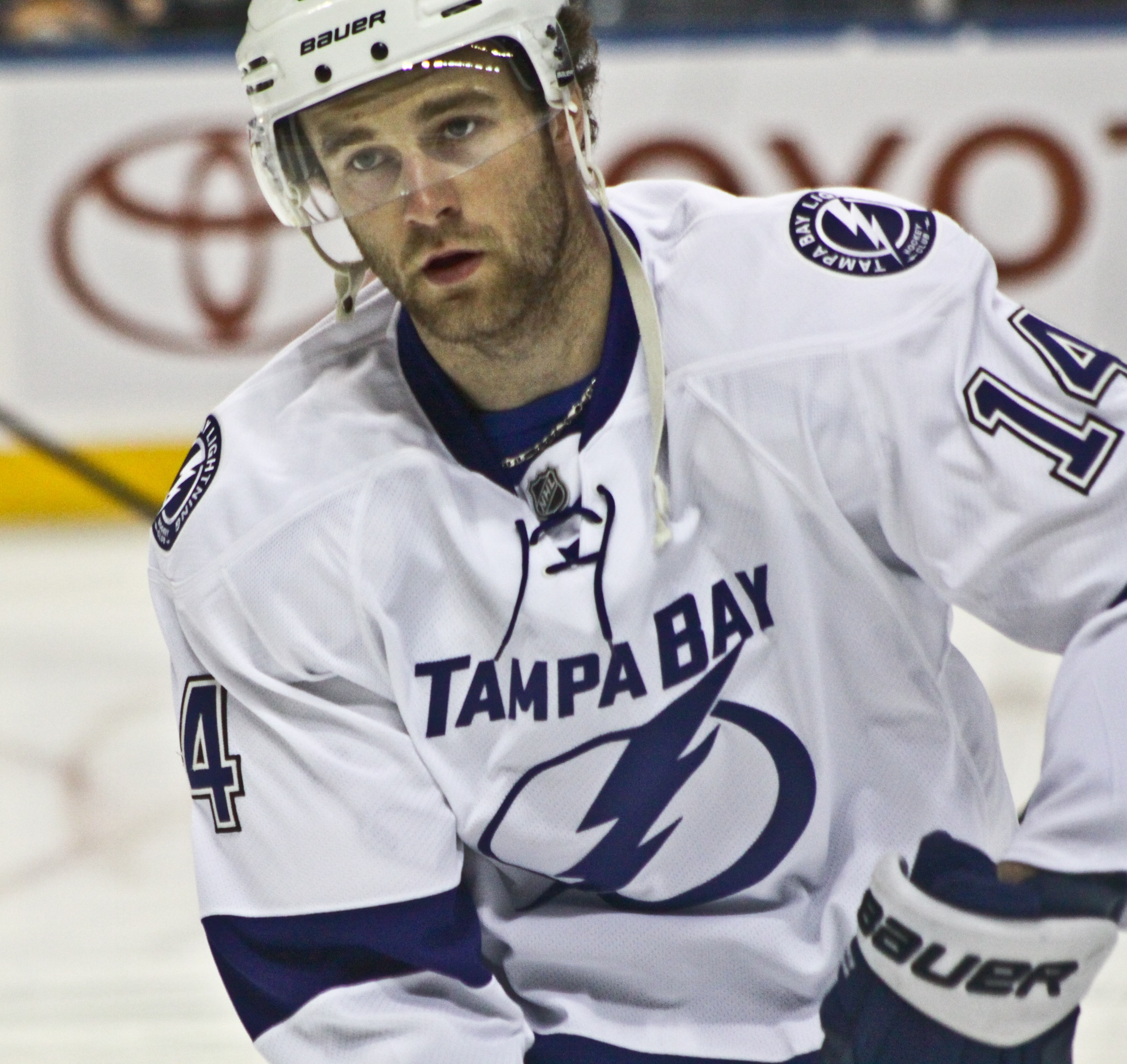
Connolly als Spieler der Tampa Bay Lightning (2012)

Stand: Ende der Saison 2023/24

### International
Vertrat Kanada bei:
| - World U-17 Hockey Challenge 2009 - U18-Junioren-Weltmeisterschaft 2009 - U18-Junioren-Weltmeisterschaft 2010 | - U20-Junioren-Weltmeisterschaft 2011 - U20-Junioren-Weltmeisterschaft 2012 |

(Legende zur Spielerstatistik: Sp oder GP = absolvierte Spiele; T oder G = erzielte Tore; V oder A = erzielte Assists; Pkt oder Pts = erzielte Scorerpunkte; SM oder PIM = erhaltene Strafminuten; +/− = Plus/Minus-Bilanz; PP = erzielte Überzahltore; SH = erzielte Unterzahltore; GW = erzielte Siegtore; 1 Play-downs/Relegation; Kursiv: Statistik nicht vollständig)